# Station Drawiny
Station Drawiny is een spoorwegstation in de Poolse plaats Drawiny.